# 白背啄木鸟
白背啄木鸟又名白背啄木鳥，为啄木鸟科啄木鸟属的鸟类。该物种的模式产地在东欧西里西亞。

## 分類學
大赤啄木由德國博物學家約翰·馬托伊斯·貝希斯坦於1802年以二名法Picus leucotos進行物種描述。 種小名leucotos結合了古希臘語leukos，意思是"白色"，以及-nōtos，意思是"背"。 其模式產地是主要位於波蘭的西里西亞。 該物種現已被歸入德國博物學家卡爾·路德維希·科赫於1816年引入的啄木鳥屬（Dendrocopos）中。
目前認可的有12個亞種。
- 白背啄木鸟指名亚种 D. l. leucotos （貝希斯坦, 1802） – 分布於歐亞大陸，從北歐、中歐和東歐到東北亞、韓國和庫頁島。在中国大陆，分布于新疆、东北等地。该物种的模式产地在Silesia,EasternEurope。[9]
- D. l. uralensis （馬勒赫布, 1860） – 從烏拉爾山脈西部到貝加爾湖
- D. l. lilfordi （夏普 & 德雷瑟, 1871） – 從比利牛斯山脈到小亞細亞、高加索和外高加索
- 白背啄木鸟四川亚种 D. l. tangi 鄭, 1956 – 中國西部四川省。在中国大陆，分布于陕西、四川等地。该物种的模式产地在四川。[10]
- D. l. subcirris （斯坦格爾, 1886） – 北海道，日本北部
- D. l. stejnegeri （黑田, 1921） – 日本本州北部
- D. l. namiyei （斯坦格爾, 1886） – 本州南部、九州、四國（日本）
- D. l. takahashii （黑田 & 森, 1920） – 韓國東部的鬱陵島
- D. l. quelpartensis （黑田 & 森, 1918） – 韓國的濟州島
- D. l. owstoni （小川, 1905） – 日本北琉球群島的奄美大島
- 白背啄木鸟福建亚种 D. l. fohkiensis （布圖林, 1908） – 中國東南部福建省的山區，该物种的模式产地在福建。[11]
- 白背啄木鸟台湾亚种 D. l. insularis （古爾德, 1863） – 台灣，该物种的模式产地在台湾。[12]

有時D. l. owstoni亞種被認為是一個獨立的物種，即奄美啄木鳥。

## 描述
它是西古北界中最大的斑點啄木鳥，體長24–26公分，翼展38–40公分。其羽毛類似於大斑啄木鳥，但翅膀上有白色條紋而非斑點，並且下背是白色的。雄鳥有紅色的頭頂，雌鳥則是黑色的。 雄鳥的啄木聲音非常響亮，叫聲包括柔和的kiuk和較長的kweek。

## 分佈
指名亞種D. l. leucotos分佈在中歐和北歐，亞種D. l. lilfordi分佈於巴爾幹半島和土耳其。另外十個亞種分佈在東亞，最遠可達韓國和日本。這是一種稀有鳥類，需大片成熟的闊葉林，且要求大量的枯立木和倒木。其數量在北歐國家有所減少。在瑞典，其種群的減少促使瑞典政府在國家生物多樣性行動計劃中採取了保護措施。

## 生態
從低海拔至高海拔森林中皆有發現，相較於小啄木，更常出現於高海拔林中。常成對出現，雌雄共同養育幼鳥。
在繁殖季節，牠會在腐朽的樹幹中鑿出約7公分寬、30公分深的巢洞。牠會產下三到五顆白色的卵，孵化期為10到11天。牠主要以木鑽甲蟲及其幼蟲為食，也食其他昆蟲、堅果、種子和漿果。

### 壽命

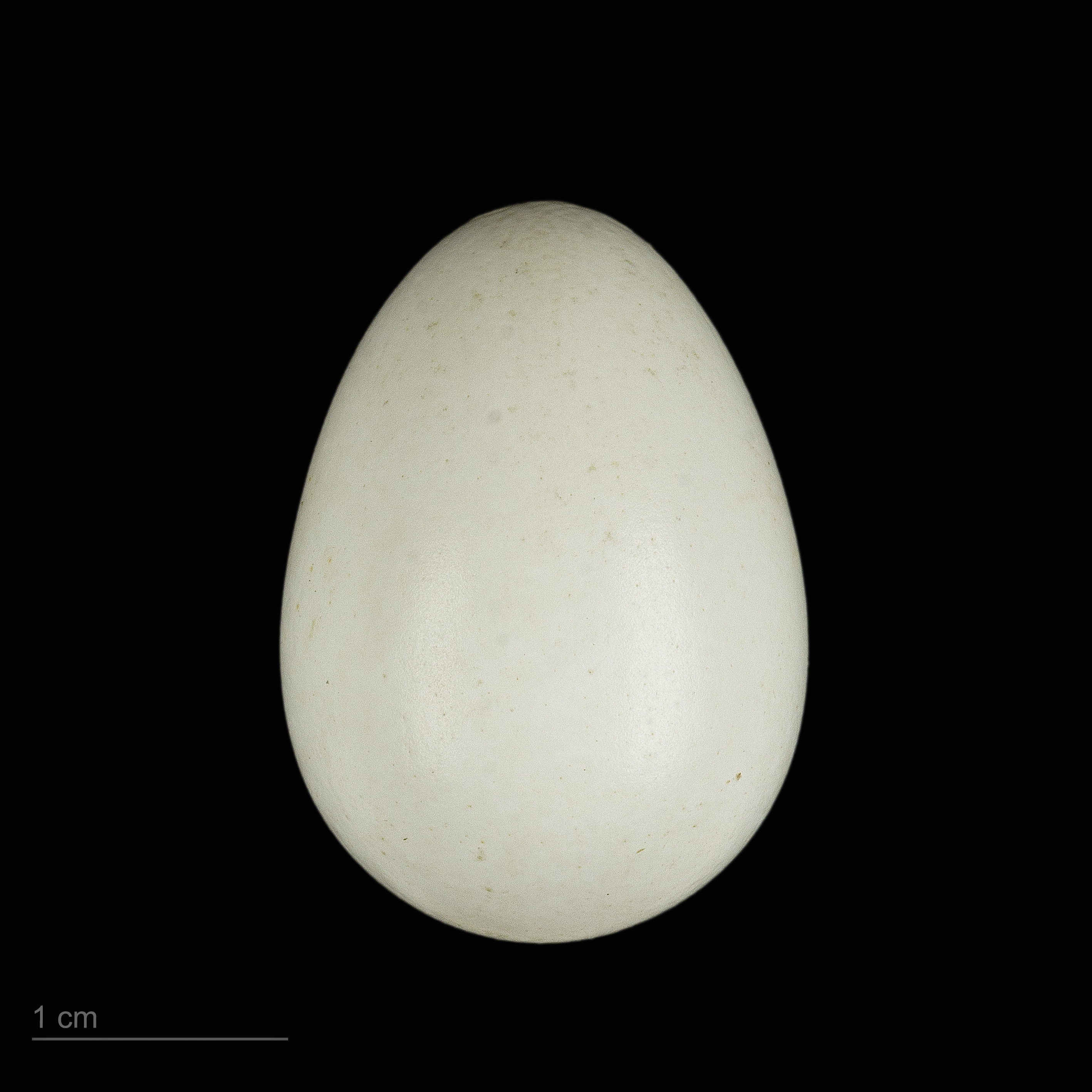
卵 Dendrocopos leucotos leucotos

在野外，大赤啄木（Dendrocopos leucotos）可存活三到四年，而在圈養環境下則可存活約十一年。